# Chassalia buchwaldii
Chassalia buchwaldii är en måreväxtart som beskrevs av Karl Moritz Schumann. Chassalia buchwaldii ingår i släktet Chassalia och familjen måreväxter. Inga underarter finns listade i Catalogue of Life.